# 波多野陸
波多野 陸（はたの りく、1990年5月15日 - ）は、日本の小説家である。千葉県成田市生まれ、上智大学文学部卒。2013年に『鶏が鳴く』で第56回群像新人文学賞を受賞し作家デビュー。

## 人物
小説を書き始めたのは2012年1月頃。大学4年の9月から10月にかけて書き上げた。好きな作家はJ・D・サリンジャー、ジョン・スタインベック、高村薫、村上龍。

## 作品

### 単行本
- 『鶏が鳴く』講談社、2013年8月23日。ISBN 978-4062184731。 - 初出：『群像』2013年6月号[4]

### 雑誌
- アフター・ジャスティフィケイション・オブ・ライフ（『群像』2013年10月号）